# Antonio Sentmanat y Castellá
Antonio kardinal Sentmanat y Castellá, španski rimskokatoliški duhovnik, škof in kardinal, * 21. april 1734, Barcelona, † 14. april 1806, Aranjuez.

## Življenjepis
17. februarja 1783 je bil imenovan za škofa Avile; 24. februarja istega leta je prejel škofovsko posvečenje. S tega položaja je odstopil 22. junija 1784.
25. junija 1784 je bil imenovan za patriarha Zahodne Indije na Antilih.
30. marca 1789 je bil povzdignjen v kardinala.